# Зграда „Апотека Душманић”
Зграда „Апотека Душманић” познатија као Душманиђева апотека, једне од најлепших зграда у Пожаревцу, коју је изградила породица, која је дала низ занимљивих личности значајних за историју Браничева, али и Србије.

## Историја
Имајући у виду да је у другој половини 19. века Пожаревац био окружни град, и седиште највећег, најмногољуднијег округа и најбогатијег града у тада економски неразвијеној, пољопривредној Србији, у њему је  изграђено неколико најрепрезентативнијих зграду која данас уживају статус споменика културе од највећег значаја за Републику Србију.  Једна од тих споменика је и зграда „Апотека Душманић”, која је остала непромењена до данас.
Међу члановима породице Душаманић чији су преци на простор Браничева  дошли из Херцеговине, био је и истакнути фармацеут, бивши председник општине Пожаревац, први председник после ослобођења у Првом светском рату Михаило Душманић (1857-1929), потомак Павла Душманића, претка ове породице, која је дала низ занимљивих личности важних за историју Браничева и Србије, који је гимназију учио у Пожаревцу, а фармацију у Грацу.
Њих двојица су саградили прелепу зграду у класицистичком стилу,  у којој су апотеку сместили у приземље, а стамбени простор на спрату. Зграда је грађена је у стилу средњоевропског романтизма, од 1890. до 1894. године,  у класицистичком стилу. Поред дела за становање у њој је  радила и апотека Михајла Душманића, који је био ожењен Маријом (1869 -1940), ћерком познатог индустријалца Бајлонија. 
Почетком 20. века ова грађевина је била место сусрета истакнутих људи попут Бајлонија и Николе Пашића.

## Изглед и намена
Ова угаона зграда грађена је  у класицистичком стилу, који је владо на овим просторима с краја 19. века, архитектонски гледано чистих је линија и елегантно изведених украса, купљених у Аустрији.
Ова спратна грађевина у приземљу је имала економски део, апотеку која је у складу са Законом Краљевине Србије који безусловно захтевао, имала суву и видљиву просторију за канцеларију, материјале и лабораторију, а стан апотекара је наметнут под истим кровом, јер је апотекар морао бити доступан у апотеци у било које доба дана и ноћи.
Та целина остављала је утисак беспрекорне здравствене установе у којој су људи живели и радили у најхигијенскијим условима тог времена.